# Анжу (графство)
Анжу (фр. Anjou) — средневековое французское графство с центром в городе Анжер. В 1204 году Анжу вошло в состав домена короля Франции. Позже несколько раз выделялось в качестве апанажа французским принцам, пока в 1328 году вновь не было включено в состав королевского домена. В 1360 году Анжу было выделено в качестве апанажа уже как герцогство.

## География
Графство занимало территорию исторической области Анжу. Располагалось в нижнем течении Луары. На западе графство граничила с Бретонским герцогством, на севере — с графством Мэн, на востоке — с графством Тур (Турень), на юге — с графством Пуатье. Административным центром графство был город Анжер, в котором также находилась резиденция епископа.
В настоящее время территория графства входит в состав французского департамента Мен и Луара.

## История

### Графы Анжера
Первые графы Анжера упоминаются ещё в VI веке. Они назначались королём и выполняли в графстве судебную, административную и военную функции. Их владения, как и владения графов Мэна находились на границе между Франкским государством и владениями бретонцев, на которое пытались распространить своё влияние франкские правители.

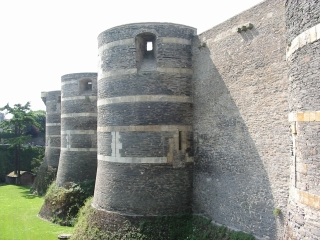
Анжерский замок.

О первых графах Анжера практически ничего не известно. В середине IX века Анжер стал ареной борьбы между правителями Западно-Франкского королевства (будущее королевство Франция) и бретонскими правителями. В 849 году Анжер был разграблен армией короля бретонцев Номиноэ и графа Нанта Ламберта II. В 850 году Ламберт II захватил западную часть графства, присоединив её к своим владениям. При преемниках Номиноэ, Эриспоэ и Саломоне вторжения продолжились. Также в это время начались вторжения норманнов. Для того, чтобы противостоять этому, король Карл II Лысый образовал Нейстрийскую Бретонскую марку, во главе которой поставил графа Роберта Сильного (ум. 866). Ему же король передал пограничные с маркой графства — Анжу, Блуа и Тур. После гибели Роберта, поскольку его сыновья были малы, владения, включая Анжу, были переданы Гуго Аббату (ум. 886), пасынку Роберта. Гуго Аббату удавалось удачно отражать набеги норманнов. После смерти Гуго Аббата его владения унаследовал старший сын Роберта, Эд (ум. 898), а после того, как Эд был избран в 888 году королём Западно-Франкского королевства, владения были переданы его младшему брату Роберту.

### Анжу под управлением представителей династииИнгельгерингов
Для того, чтобы управлять своими владениями, маркизы Нейстрии назначали в подвластные им города виконтов. Вероятно в 880-е годы виконтом Орлеана, Тура и Анжера был Ингельгер. В 898 году виконтом Анжера упоминается его сын, Фульк I Рыжий. Маркиз Нейстрии Роберт, который управлял огромными владениями, а также выполнял ряд придворных функций при королевском дворе, не мог выполнять графские обязанности. Поэтому их выполнял Фульк. Фульк был видной фигурой своего времени, но долгое время не носил графского титула. Фульк пытался расширить свои владения. В 905 году ему удалось стать виконтом Тура, однако уже в 908 году титул был передан виконту Блуа Тибо Старому. После смерти в 907 году короля Бретани Алена I Великого Фульк захватил графство Нант. Несмотря на то, что Нант в 914 году был захвачен норманнами, Фульк продолжал пользоваться титулом графа Нанта до 919 года, когда вся Бретань была захвачена норманнами. После этого Фульк продолжал пользоваться графским титулом, но Гуго Великий признал за ним титул графа Анжу только в 929 году.
Потомки Фулька старались расширить свои владения и влияние. Фульк II Добрый (ум. 958), сын Фулька I, пытался вернуть Нант, но неудачно. Сын Фулька II, Жоффруа I Гризегонель (ум. 987) продолжил попытки упрочить свою власть в регионе, а также увеличить владения. Он опирался на союз с герцогом Гуго Великим, а затем с его сыном, Гуго Капетом. Во время правления Жоффруа начинается семейная вражда с бывшими союзниками — графами Блуа, которые также старались утвердить своё влияние. Также Жоффруа продолжал попытки распространить своё влияние на Бретань. 
Сын Жоффруа I, Фульк III Нерра (ум. 1040) был союзником первых королей из династии Капетингов. Он смог распространить своё влияние на графство Мэн: граф Гуго III, который в союзе с графом Блуа Эдом II (противником Фулька III) боролся с королями Гуго Капетом и Робертом II, в 996 году был вынужден признать сюзеренитет Фулька. Хотя граф Герберт I пытался освободиться от анжуйского влияния, но успеха не добился. Как и его предки, Фульк Нерра вмешивался в междоусобицы в Бретани, провозгласив себя защитником интересов Нантского дома. Кроме того, Фульк Нерра выдал замуж свою дочь за графа Вандома Бодона, после смерти которого в 1023 году стал опекуном его сына Бушара II Лысого. Также Фульк Нерра продолжал борьбу против графов Блуа.

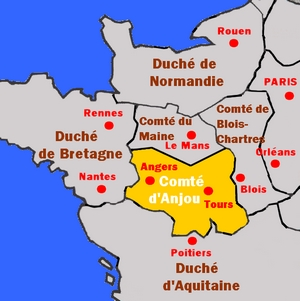
Анжу в 1050 году

Сын Фулька Нерры, Жоффруа II Мартел (ум. 1060) был одним из могущественных феодалов своего времени. Ещё при жизни отца 1032 году он воспользовался междоусобицами в Вандоме и захватил власть в графстве. Благодаря браку с Агнес Бургундской, вдове герцога Аквитании Гильома V, Жоффруа пытался распространить своё влияние на Пуату, отстаивая права жены. Ему сопутствовала удача. В союзе с виконтом Туара Жоффруа II ему удалось захватить в 1033 году в плен герцога Гильома VI. Жоффруа удерживал его в течение трёх лет, пока тот не отказался в его пользу от прав на Сентонж. Брат Гильома VI, Эд, попытался вернуть утраченное, но в 1039 году погиб. В результате до 1052 года Жоффруа был полновластным хозяином в Пуату.
Унаследовав после смерти отца в 1040 году его владения, Жоффруа Мартел продолжил отцовскую политику союза с королями Франции. Он вступил в союз с королём Генрихом I. Опираясь на этот союз, Жоффруа попытался расширить свои владения в Турени. Графам Анжу в это время принадлежала её восточная часть. Графом Тура был граф Блуа Тибо III, однако он выступил против короля Генриха. В итоге король признал права Жоффруа на Турень. В 1044 году Жоффруа разбил Тибо III, после чего тот был вынужден отказаться от прав на графство.
Продолжал Жоффруа и отцовскую политику по отношению к графству Мэн. После того, как граф Гуго IV женился на сестре графа Блуа, Жоффруа, сюзерен Гуго, усмотрел нарушение своих прав и начал войну. Она шла с переменным успехом, поскольку король Генрих, обеспокоенный ростом могущества Жоффруа, разорвал союз с ним, выступив на стороне графа Гуго IV. Но в 1051 году граф Гуго IV умер, что позволило Жоффруа захватить графство. Вдова Гуго и его сын, Герберт II, бежали в Нормандию. 
Захват Мэна привёл к войне с герцогом Нормандии Вильгельмом. Первый конфликт Жоффруа с нормандским герцогом относится к 1049 году. Поводом к новому конфликту послужило то, что Жоффруа захватил пограничные крепости Домфрон и Алансон, принадлежавшие ему. Однако в 1052 году король Генрих, опасавшийся возросшей мощи Вильгельма вновь заключил союз с Жоффруа Мартелом. Война продолжалась до смерти Жоффруа, которая произошла в 1060 году.

### Анжу под управлением графов из династииГатине-Анжу
Жоффруа II Мартел не оставил наследников. Ему наследовал племянник, граф Гатине Жоффруа III Бородатый (ум. в 1096/1097). Он был старшим сыном Жоффруа II Ферреоля и Ирмернгарды, сестры Жоффруа Мартела. От дяди ему достались обширные владения и титулы графа Анжу и Турени. Его брат Фульк IV Ле Решен получил Сентонж. Кроме того, герцог Нормандии Вильгельм, воспользовавшись смертью Жоффруа Мартела, смог восстановить Герберта II в правах графа Мэна. При этом Герберт принёс оммаж Вильгельму и обручился с его дочерью.
В 1062 году Сентонж был отвоёван герцогом Аквитании Гильомом VIII. В том же году умер бездетным граф Мэна Герберта II. Перед смертью он завещал графство герцогу Нормандии Вильгельму, но с этим не согласилась мэнская знать, провозгласив правителями Биоту, сестру графа Гуго IV, и её мужа Готье III, графа Амьена и Вексена. Жоффруа III попытался воспользоваться этим, чтобы вернуть влияние в Мэне, но неудачно — Мэн был завоёван Вильгельмом Нормандским, а Биота и Готье умерли при невыясненных обстоятельствах.
В 1065 году Жоффруа вступил в конфликт с духовенством, что привело к отлучению в 1067, чем воспользовался его брат Фульк, начавший войну за наследство. В результате Жоффруа попал в 1068 году в плен, где и провёл остаток жизни, а Фульк стал новым графом. Взамен за признание королём Франции Филиппом I его графом Анжу и Тура Фульк был вынужден уступить короне Гатине и признать сюзеренитет графов Блуа за Турень. Во время правления Фулька в Анжу центральная власть в графстве ослабела, представители анжуйской знати постоянно воевали друг с другом. В 1098 году восстал против отца и его старший сын Жоффруа IV Мартел, добившись того, что Фульк был вынужден разделить с ним власть в графстве. Однако в 1106 году Жоффруа был убит, после чего Фульк снова стал полновластным правителем. Кроме того, в 1092 году король Филипп I похитил Бертраду де Монфор, жену Фулька, женившись на ней. Фульк был вынужден с этим смириться.
Фульк IV умер в 1109 году. Ему наследовал младший сын Фульк V Молодой (1092—1142). В 1100 году Фульк посредством брака унаследовал графства Мэн, объединив в своих руках три графства — Анжу, Мэн и Тур. Ему удалось побороть анархию в своих владениях, подчинив мятежную знать. Кроме того, Фульку удалось сохранять хорошие отношения как с королём Англии Генрихом I, так и с королём Франции Людовиком VI. В 1128 году Фульк женил своего старшего сына и наследника Жоффруа V Плантагенета на Матильде, дочери и наследнице Генриха I Английского. В 1129 году овдовевший к тому времени Фульк передал управление своими владениями Жоффруа V, а сам отправился в Иерусалимское королевство, где позже посредством брака стал королём.

Герб Жоффруа V Плантагенетов

Жоффруа V, унаследовавший Анжу, Мэн и Тур. Ему пришлось почти сразу же столкнуться с непокорными феодалами, которых ему в итоге удалось разбить. В 1135 году умер король Англии Генрих I, после чего в Англии началась гражданская война между Матильдой, женой Жоффруа, и Стефаном Блуасским, племянником покойного короля. Жоффруа в 1136 году потребовал себе Нормандию, начав войну против Стефана. Война продолжалась до 1144 года. Жоффруа методично завоёвывал Нормандию и в 1144 году был признан герцогом. Нормандией Жоффруа управлял до 1150 года, когда он передал её своему старшему сыну и наследнику Генриху.
В 1145 году Жоффруа пришлось бороться против младшего брата Эли II, который предъявил права на графство Мэн, завещанное ему отцом. Но в итоге Эли попал в плен, в котором пробыл до смерти брата.

### Анжу в составеАнжуйской монархии
Жоффруа умер в 1151 году. Ему наследовал старший сын Генрих. В его руках оказалась огромная территория, включавшая графства Анжу, Мэн и Турень, а также герцогство Нормандию. В 1152 году он ещё более увеличил свои владения, женившись на герцогине Аквитании Алиеноре, разведённой жене короля Франции Людовика VII, во владении которой находились обширные земли в Южной Франции (герцогства Аквитания и Гасконь, а также графство Пуатье), а в вассальной зависимости находились графства Ла Марш, Перигор и Овернь, а также виконтство Лимож. Кроме того, после смерти в 1154 году короля Англии Стефана Генрих под именем Генрих II был признан королём Англии, ставшего родоначальником династии Плантагенетов, разные ветви которой управляли Англией до 1485 года. Его владения во много раз превышали владения королей Франции. За этими владениями в историографии закрепилось название «Анжуйская монархия».
В составе владений Генриха и его сыновей Анжу оставалось до 1204 года, когда король Франции Филипп II Август отвоевал Анжу, Мэн и Турень и Нормандию у короля Англии Иоанна Безземельного, присоединив их к королевскому домену.

### Анжу — апанаж французских принцев

Герб Карла I Анжуйского с 1246 года

Герб, принятый Карлом Анжуйским в 1277 году

В составе королевского домена Анжу оставалось до 1226 года, когда умер король Франции Людовик VIII. По завещанию Анжу и Мэн были формально выделены в качестве апанажа одному из его сыновей, Жану (1219—1232). Поскольку он умер ребёнком и наследников не оставил, в 1232 году Анжу и Мэн вновь вернулись в состав королевского домена. Но в 1246 году Анжу, Мэн и Турень вновь выделили в апанаж младшему из братьев короля Людовика IX — Карлу I Анжуйскому, родоначальнику Анжу-Сицилийского дома. Получивший посредством брака Прованс, Карл стремился расширить свои владения, сосредоточившись на создании средиземноморской империи. К 1268 году ему удалось завоевать Сицилийское королевство. Анжу, Мэну и Турени, оторванных от его основных владений, Карл уделял мало внимания. В 1282 году в результате Сицилийской вечерни Карл потерял Сицилию. Он умер в 1285 году в попытках отвоевать её.
Сын Карла I, Карл II Хромой, также мало интересовался Анжу, Мэном и Туренью. Заинтересованный в помощи французского короля Филиппа IV, он в 1290 году выдал замуж одну из своих дочерей, Маргариту, за Карла Валуа, брата короля, передав ему в качестве приданого Анжу, Мэн и Турень. После смерти Маргариты в 1299 году эти владения унаследовал её старший сын Филипп, который в 1328 году стал королём Франции под именем Филипп VI. Он вновь присоединил Анжу, Мэн и Турень к королевскому домену.
Позже Анжу выделялось в качестве апанажа уже в ранге герцогства.